# Межевая книга
Межева́я кни́га — документ имущественного характера, дававший детальную информацию о размерах и границах земельных владений.
В документах, наряду с перечислением землевладений и землевладельцев, давалось подробное описание межевых признаков, отделяющих друг от друга селения, деревни и пустоши.
В качестве владельцев перечисляются члены семьи, указываются девичьи фамилии женщин-землевладелиц, если владельцы проживали в другом населённом пункте, то указывалось их место жительства, а также чины, титулы, должности и звания.
Первые Межевые книги появились на Руси в XVI веке.
Служат важным источником по истории развития феодального землевладения и исторической географии России.
Большое число Межевых книг сохранилось в связи с генеральным межеванием и специальным межеванием в 1830—1850-х годах.

## Архивы
Федеральные архивы:
- архив Главной межевой канцелярии.

Региональные архивы:
- архив губернской межевой части,
- архив губернской межевой канцелярии,
- архив губернской межевой экспедиции.